# Sophie Dawes
Sophie Dawes (Isla de Wight, 29 de septiembre de 1790-Londres, 15 de diciembre de 1840) fue una aventurera de origen británico conocida por su relación con el príncipe Luis Enrique de Borbón-Condé, duque de Borbón.

## Biografía
Nació en St. Helens en la Isla de Wight, hija de un pescador y contrabandista Richard Daw o Dawes (1751-1828) y Jane Callaway. La pareja tendría diez hijos.
Fue colocada por su padre en una casa de educación para personas sin recursos, de la que salió para ser ayudante en una sombrerería. Fue en este momento cuando comenzó a tener relaciones con hombres de la alta sociedad londinense.
Hacia 1810 comenzó una relación con Luis Enrique de Borbón-Condé, duque de Borbón.
En 1818, el duque de Borbón concertó su matrimonio con Adrien-Victor de Feuchères, militar francés, que sería ennoblecido posteriormente por Luis XVIII como barón de Feuchères. Feuchères fue nombrado gentilhombre del duque de Borbón, sin conocer inicialmente la naturaleza de la relación que unía a este con su mujer. Al descubrirlo, hacia 1824, pide la separación de Sophie, que le es concedida. Desde entonces, Sophie deja de aparecer ante la corte.
Sophie jugó un papel importante en el testamento del duque de Borbón, que no tenía descendencia. Sophie maniobra para que esté deje su cuantiosa herencia a su ahijado, Enrique, duque de Aumale y noveno hijo de Luis Felipe, duque de Orléans y primo del duque de Borbón.  El duque de Aumale había nacido en 1822. Se barajó la posibilidad de que el duque de Borbón adoptara al joven Aumale, pero el primero consideró que el nombre de Condé debía de morir con él. Tras largas discusiones y negociaciones, se aceptó la transacción.
El 7 de febrero de 1830 se produce la reaparición de Sophie ante la corte francesa.
Tuvo dos sobrinos, hijos de su hermano mayor Richard, a los que protegió:
- James Daw (1799-1831), casado con Mary Harcourt Manby (-1850). Fue hecho barón de Flassans por Luis XVIII a instancias del duque de Borbón, tomando el nombre de un castillo propiedad de este último. Fue también caballerizo (écuyer) del duque de Borbón.
- Mathilde (1811-1854), casada en 1827 con Frédéric, marqués de Chabannes La Palice (1792-1869)

En agosto de 1830, triunfante ya la Revolución de Julio que había llevado a Luis Felipe, duque de Orléans al trono y al derrocamiento de Carlos X de Francia, muere en extrañas circunstancias el duque de Borbón. Sophie vuelve a Inglaterra en los años posteriores.
Tras haber regresado a Inglaterra, murió en Westminster.